# Epidaure (ICM)
 (août 2015).
Si vous disposez d'ouvrages ou d'articles de référence ou si vous connaissez des sites web de qualité traitant du thème abordé ici, merci de compléter l'article en donnant les références utiles à sa vérifiabilité et en les liant à la section « Notes et références ».
Pour l’article homonyme, voir Épidaure (cité grecque).
Epidaure est le Département de Prévention de l'Institut régional du cancer de Montpellier (ICM).

## Historique
Epidaure tire son nom de la ville d’Épidaure où tous les quatre ans se tenaient des joutes oratoires.
Cette structure a vu le jour en 1988 à Montpellier grâce au soutien du conseil général de l'Hérault, du conseil régional du Languedoc-Roussillon et de la Ligue nationale contre le cancer. Cet espace est né de l'initiative d'Henri Pujol (Professeur en cancérologie) et de Claude Solassol (Directeur de l'UFR Médecine de Montpellier de 1981 à 2000). Epidaure effectue donc des missions statutaires des Centre de Lutte Contre le Cancer créés par l'Ordonnance de 1945 signée par le général de Gaulle.

## Présentation du centre
Epidaure, le département prévention de l'ICM, dispose d'un espace d'activités ludo-éducatives de 400 m2 doté d'équipements audiovisuels et informatiques interactifs. Il est équipé de 300m² de salles de conférences ainsi que de bureaux.
Epidaure est voué à la prévention des cancers et à l’éducation pour la santé. Il développe des programmes et des actions de prévention et d’éducation pour la santé pour la population générale.
Il est unique en France et sert de modèle pour la création d’autres centres de prévention en France et dans le monde.
En accueillant du public, Epidaure est un véritable laboratoire d’idées et d’échanges permettant de concevoir des programmes, de tester et de mettre au point des outils d’éducation pour la santé innovants.

## Thèmes abordés
Epidaure, département prévention de l'ICM, est animé par une équipe pluridisciplinaire (médecin de santé publique, psychologue de la santé, professionnels de santé, enseignants, chargée d'animation, chargés de projets). Autour d’une exposition interactive permanente, des animations adaptées, au travers de parcours pédagogiques, sont proposées aux scolaires et aux divers publics. On y retrouve les thèmes suivants :
- L'alimentation avec A table tout le monde ;
- Le tabac et la drogue (principalement le cannabis) avec les machines à fumer, des logiciels, des ateliers et la nouvelle exposition Toxic Clope ;
- L’alcool avec le bar virtuel et l'alcoomobile ;
- L'hygiène et les virus avec la bande dessinée du HPV (Human Papillomavirus) et le cédérom Papillomavirus, attention danger ! ;
- Le soleil avec Destination soleil et les différents ateliers ;
- La consommation avec l'outil Epidaure Market, un supermarché virtuel et Mitraillage publicitaire : ils permettent de découvrir les différentes techniques de manipulation, afin de faire des choix de consommation libres et éclairés ayant un écho en matière de santé.

Epidaure accueille, tout au long de l'année, des expositions culturelles qui donnent une dynamique artistique à la structure, rejoignant ainsi la philosophie santé des penseurs grecs.

## Objectifs
Epidaure a pour mission la prévention des cancers. Il est le centre Ressources santé de l’Académie de Montpellier et partenaire privilégié de l'Agence régionale de santé. Il se structure autour de deux axes :
- La prévention primaire. Celle-ci a pour objectif la réduction des expositions à risque et la réduction du nombre de cancers ;
- L’étude des facteurs psycho-sociaux de la qualité de vie. Celle-ci a pour objet l’amélioration de la qualité de vie des patients atteints de cancer et de leurs familles, ainsi qu’une meilleure prise en compte de leurs besoins par les soignants.